# لسنی هلوبوکه
لسنی هلوبوکه (به چکی: Lesní Hluboké) یک منطقهٔ مسکونی در جمهوری چک است که در ناحیه برنو-تسوونتری واقع شده‌است. لسنی هلوبوکه ۴٫۹۶ کیلومتر مربع مساحت و ۱۹۰ نفر جمعیت دارد و ۵۰۳ متر بالاتر از سطح دریا واقع شده‌است.